# Бакум (муниципалитет)
Ба́кум (исп. Bácum) — муниципалитет в Мексике, штат Сонора, с административным центром в одноимённом городе. Численность населения, по данным переписи 2020 года, составила 23 151 человек.

## Общие сведения
Название Bácum с языка индейцев яки можно перевести как — озеро или стоячая вода.
Площадь муниципалитета равна 1583,3 км², что составляет 0,9 % от площади штата, а наиболее высоко расположенное поселение Бакатакате, находится на высоте 254 метра.
Он граничит с другими муниципалитетами Соноры: с Гуаймасом на севере и западе, с Кахеме на востоке, и Сан-Игнасио-Рио-Муэрто на западе, а на юге берега муниципалитета омываются водами Калифорнийского залива.

## Учреждение и состав
Муниципалитет был образован 13 мая 1931 года, по данным 2020 года в его состав входит 180 населённых пунктов, самые крупные из которых:
| Код INEGI                  | Населённый пункт                                                                               | Численность населения (2005 год) | Численность населения (2010 год) | Численность населения (2020 год) |
| -------------------------- | ---------------------------------------------------------------------------------------------- | -------------------------------- | -------------------------------- | -------------------------------- |
| 012                        | Всего                                                                                          | 20892                            | 22821                            | 23151                            |
| 0082                       | Франсиско-Хавьер-Мина (исп. Francisco Javier Mina (Campo 60)) 27°27′41″ с. ш. 110°06′41″ з. д. | 5532                             | 6242                             | 6338                             |
| 0001                       | Бакум (исп. Bácum) 27°33′02″ с. ш. 110°04′58″ з. д. (административный центр)                   | 3780                             | 4227                             | 4326                             |
| 0093                       | Сан-Хосе-де-Бакум (исп. San José de Bácum) 27°30′55″ с. ш. 110°08′36″ з. д.                    | 3882                             | 4318                             | 4312                             |
| 0090                       | Примеро-де-Майо (исп. Primero de Mayo (Campo 77)) 27°23′20″ с. ш. 110°07′17″ з. д.             | 2173                             | 2225                             | 2105                             |
| 0086                       | Лома-де-Бакум (исп. Loma de Bácum) 27°35′15″ с. ш. 110°05′07″ з. д.                            | 1300                             | 1503                             | 1689                             |
| 0007                       | Батаконсика (исп. Bataconcica (Museo Chopocuni)) 27°33′30″ с. ш. 110°07′51″ з. д.              | 534                              | 561                              | 573                              |
| 0003                       | Атотонилько (исп. Atotonilco) 27°18′24″ с. ш. 110°10′14″ з. д.                                 | 601                              | 616                              | 538                              |
| —                          | Прочие                                                                                         | 3090                             | 3129                             | 3270                             |
| Названия на карте Генштаба |                                                                                                |                                  |                                  |                                  |

## Экономическая деятельность
По статистическим данным 2000 года, работоспособное население занято по секторам экономики в следующих пропорциях:
- сельское хозяйство, скотоводство и рыбная ловля — 54,9 %;
- промышленность и строительство — 13 %;
- торговля, сферы услуг и туризма — 29,5 %;
- безработные — 2,6 %.

## Инфраструктура
По статистическим данным 2020 года, инфраструктура развита следующим образом:
- электрификация: 98,4 %;
- водоснабжение: 73,7 %;
- водоотведение: 86,8 %.